# Containex
Containex Container - Handelsgesellschaft m.b.H. – przedsiębiorstwo należące do austriackiej grupy LKW Walter. Siedziba główna przedsiębiorstwa znajduje się w centrum przemysłowym na południu Dolnej Austrii w Wiener Neudorf. Oprócz siedziby głównej posiada jedną placówkę terenową w Kufstein w Tyrolu. 
W latach 1980–1985 firma zajmowała się handlem europaletami i kontenerami morskimi. Po 1985 roku nastąpiła zmiana profilu na handel kontenerami morskimi oraz kontenerami biurowymi a następnie kontenerami sanitarnymi.
Obecnie Containex prowadzi handel na terenie Austrii, Węgier, Polski, Czech, Słowacji, Rumunii, Bułgarii, Szwajcarii i Włoszech w formie B2C, natomiast w formie B2B z partnerami handlowymi na terenie: Niemiec, Holandii, Belgii, Francji, Hiszpanii, Portugalii, Wielkiej Brytanii, Irlandii, Finlandii, Szwecji, Norwegii, Rosji oraz Ukrainy.